# 34 Vulpeculae
34 Vulpeculae (34 Vul / HD 203344 / HR 8165) es una estrella de magnitud aparente +5,57. A pesar de su denominación de Flamsteed no se encuentra en la constelación de Vulpecula sino en la de Pegaso, estando situada en el límite entre ambas constelaciones. Se halla a 280 años luz de distancia del sistema solar.
34 Vulpeculae es una gigante naranja de tipo espectral K1III —semejante a Kaus Borealis (λ Sagittarii) o Wei (ε Scorpii), más brillantes al estar más próximas— con una temperatura superficial de 4666 K. La medida de su diámetro angular, 0,0013 segundos de arco, ha permitido determinar su diámetro, 8,9 veces más grande que el del Sol.
Su metalicidad parece ser menor que la solar, con una relación entre los contenidos de hierro e hidrógeno equivalente al 60% de la existente en el Sol.
Asimismo, los contenidos de nitrógeno y oxígeno en relación con el de hierro son muy superiores a los de nuestra estrella.
34 Vulpeculae tiene una edad estimada de 5450 ± 2520 millones de años.
34 Vulpeculae está considerada una estrella del disco grueso galáctico. Estas estrellas se mueven en órbitas distantes del centro del plano galáctico. La órbita de 34 Vulpeculae la lleva a alejarse hasta 1,38 kiloparsecs del centro del plano galáctico.